# Linia kolejowa Lublana – Karlovac
Linia kolejowa Lublana – Karlovac – jednotorowa, niezelektryfikowana linia kolejowa w Słowenii i w Chorwacji.
Linia biegnie od dworca w Lublanie, a kończy się w Karlovac.